# Narration/Aventure/Langage/Silence
Pour plus de détails, voir Fiche technique et Distribution.
Narration/Aventure/Langage/Silence (Αφήγηση-Περιπέτεια-Γλώσσα-Σιωπή (Afigisi-Péripétia-Glossa-Siopi)) est un film grec réalisé par María Gavalá et sorti en 1976.
Le film est un hommage au cinéma, multipliant références et citations, principalement les westerns, Alfred Hitchcock, Wim Wenders ou Werner Schroeter.

## Synopsis
Deux hommes traversent la Grèce. Leur relation se dégrade quand ils sont rejoints par une femme.

## Fiche technique
- Titre : Narration/Aventure/Langage/Silence
- Titre original : Αφήγηση-Περιπέτεια-Γλώσσα-Σιωπή (Afigisi-Péripétia-Glossa-Siopi)
- Réalisation : María Gavalá
- Scénario : María Gavalá et Theodoros Soumas
- Direction artistique :
- Décors :
- Costumes :
- Photographie : Filippos Koutsaftis
- Son : Marinos Athanasopoulos
- Montage : Danai-Despina Maroulakou
- Musique :
- Production :  María Gavalá
- Pays d'origine :  Grèce
- Langue : grec
- Format :
- Genre : film expérimental
- Durée : 63 minutes
- Dates de sortie : 1976

## Distribution
- Yiota Festa
- Pedro Vicuña
- Ilias Katevas
- Antonis Koutselinis